# 1. deild islandzka w piłce nożnej (1968)
Sezon 1968 był 57. sezonem o mistrzostwo Islandii. Drużyna Valur nie obroniła tytułu mistrzowskiego, zdobył go natomiast zespół KR, zdobywając piętnaście punktów w dziesięciu meczach. Po sezonie zajmujący ostatnie miejsce zespół Keflavík wziął udział w turnieju wespół z dwiema drużynami z 2. deild i utrzymał miejsce w lidze.

## Drużyny
Po sezonie 1967 z ligi spadł zespół Akraness, z 2. deild awansowała natomiast drużyna ÍB Vestmannaeyja wobec czego do sezonu 1968 ponownie przystąpiło sześć zespołów.
| Uczestnicy poprzedniej edycji                                                                                 | Uczestnicy poprzedniej edycji | Uczestnicy poprzedniej edycji | Uczestnicy poprzedniej edycji |
| --- | ----------------------------- | ----------------------------- | ----------------------------- |
| VAL | Valur                         | 1                             |                               |
| FRA | Fram                          | 2                             |                               |
| ÍBA | ÍBA Akureyri                  | 3                             |                               |
| ÍBK | Keflavík                      | 4                             |                               |
| KRE | KR                            | 5                             |                               |
| Awans z 2. deild                                                                                              |                               |                               |                               |
| ÍBV | ÍB Vestmannaeyja              | 1                             |                               |
| Oznaczenia: - kolumna pierwsza – skróty nazw drużyn, - kolumna trzecia – miejsce zajęte w poprzednim sezonie. |                               |                               |                               |

## Tabela
| Lp. | Drużyna          | M  | Z | R | P | Bramki | Bramki | Różn. | Pkt | Uwagi                                    |
| --- | ---------------- | -- | - | - | - | ------ | ------ | ----- | --- | ---------------------------------------- |
| 1   | KR               | 10 | 6 | 3 | 1 | 27     | 16     | +11   | 15  | Puchar Europy • I runda                  |
| 2   | Fram             | 10 | 4 | 4 | 2 | 17     | 15     | +2    | 12  |                                          |
| 3   | Valur            | 10 | 3 | 4 | 3 | 18     | 15     | +3    | 10  | Puchar Miast Targowych • 1/32 finału     |
| 4   | ÍBA Akureyri     | 10 | 3 | 4 | 3 | 17     | 14     | +3    | 10  |                                          |
| 5   | ÍB Vestmannaeyja | 10 | 4 | 1 | 5 | 16     | 21     | −5    | 9   | Puchar Zdobywców Pucharów • 1/16 finału1 |
| 6   | Keflavík         | 10 | 0 | 4 | 6 | 5      | 19     | −14   | 4   | play-off                                 |

## Wyniki
| Gospodarz \ Gość | FRA | ÍBA | ÍBK | KRE | VAL | ÍBV |
| Fram             |     | 1:1 | 2:1 | 2:2 | 2:0 | 0:0 |
| ÍBA Akureyri     | 1:2 |     | 1:1 | 2:3 | 2:2 | 3:0 |
| Keflavík         | 1:1 | 0:1 |     | 2:2 | 0:3 | 0:1 |
| KR               | 3:1 | 0:3 | 6:0 |     | 2:1 | 4:3 |
| Valur            | 4:2 | 1:1 | 0:0 | 2:2 |     | 4:1 |
| ÍB Vestmannaeyja | 2:4 | 4:2 | 2:0 | 0:3 | 3:1 |     |

Źródło: Knattspyrnusamband Íslands (isl.)
Objaśnienia:
1Drużyna gospodarzy jest wymieniona po lewej stronie tabeli.
Kolory: zielony – zwycięstwo gospodarzy, żółty – remis, różowy – zwycięstwo gości.

## Play-off
Ze względu na powiększenie ligi do siedmiu zespołów w sezonie 1969, zorganizowany został turniej play-off systemem kołowym. Trzy drużyny grały pomiędzy sobą o dwa miejsca w 1. deild w przyszłym sezonie. W turnieju udział wzięły Keflavík jako drużyna, która zajęła ostatnie miejsce w sezonie 1968 1. deild, oraz zajmujące czołowe dwie lokaty w 2. deild Akraness i Haukar. Ostatecznie ostatnia z wymienionych drużyn zajęła również ostatnie miejsce i sezon 1969 rozpoczęła ponownie w 2. deild.
| 1968 | Haukar | 1:1 | Akraness |  |
|      |        |     |          |  |

| 29 sierpnia 1968 19:15 | Akraness · Guðjón Guðmundsson 48' | 1:00:0Raport | Keflavík | Laugardalsvöllur, Reykjavík Sędzia: Magnús V. Pétursson |
|                        |                                   |              |          |                                                         |

| 2 września 1968 | Keflavík · Jón Ólafur 9', 25', 36' · Vilhjálmur Ketilsson 16', 51' · Einar Magnússon 35' · Grétar Magnússon 83' | 7:15:0Raport | Haukar · Magnús Jónsson ?' | Sędzia: Steinn Guðmundsson |
|                 | |              |                            |                            |

| Lp. | Drużyna  | M | Z | R | P | Bramki | Bramki | +/– | Pkt |
| --- | -------- | - | - | - | - | ------ | ------ | --- | --- |
| 1   | Akraness | 2 | 1 | 1 | 0 | 2      | 1      | +1  | 3   |
| 2   | Keflavík | 2 | 1 | 0 | 1 | 7      | 2      | +5  | 2   |
| 3   | Haukar   | 2 | 0 | 1 | 1 | 2      | 8      | −6  | 1   |

## Najlepsi strzelcy
| Bramki | Strzelcy           | Drużyna      |
| ------ | ------------------ | ------------ |
| 8      | Helgi Númason      | Fram         |
| 8      | Kári Árnason       | ÍBA Akureyri |
| 8      | Ólafur Lárusson    | KR           |
| 8      | Reynir Jónsson     | Valur        |
| 7      | Hermann Gunnarsson | Valur        |